# Бразеј ан Морван
Бразеј ан Морван (фр. Brazey-en-Morvan) насеље је и општина у источном делу централне Француске у региону Бургоња, у департману Златна обала која припада префектури Бон.
По подацима из 2011. године у општини је живело 151 становника, а густина насељености је износила 8,77 становника/km². Општина се простире на површини од 17,22 km². Налази се на средњој надморској висини од 502 метара (максималној 537 m, а минималној 415 m).

## Демографија
| 1962. | 1968. | 1975. | 1982. | 1990. | 1999. | 2011. |
| ----- | ----- | ----- | ----- | ----- | ----- | ----- |
| 224   | 225   | 204   | 162   | 158   | 156   | 151   |

График промене броја становника у току последњих година